# وحش سكايلر
وحش سكايلر: رحلة أب مع ابنته البكماء (بالإنگليزية: Schuyler's Monster: A Father's Journey with His Wordless Daughter) هو كتاب من كتابة روبرت رمل-هدسن (بالإنگليزية: Robert Rhummel-Hudson) يتحدث فيه عن تجربته مع ابنته المصابة بمرض نادر جدًّا يصيب الدماغ يُسمى Bilateral Perisylvian Polymicrogyria أو BPP اختصارًا، فيمنعها هذا المرض من الكلام.

## القصة
القصة عبارة عن پاثوگرافيا تتكون من مجموعة من القصص التي يحكيها روبرت رمل-هدسن (بالإنگليزية: Robert Rhummel-Hudson) عن ابنته سكايلر (بالإنگليزية: Schuyler، أصد: /skaɪləɹ/). روبرت رجل من الطبقة الوسطى متزوج من جولي (بالإنگليزية: Julie)، يُرزق بابنه في عام 1999. بعد مرور أكثر من سنة، تلاحظ طبيبة سكايلر أن كلام سكايلر يخلو من الصوامت ومن أية كلمة ذات معنى، ولكشف علتها تقوم عائلة سكايلر بإجراء عدة فحوصات. في البداية يُكشف أن سكايلر غير بكماء، ثم تُشخَّص خطأً بعلة الاضطرابات النمائية الشاملة غير المحددة (بالإنگليزية: PDD-NOS). بعد أخذها لجراح أعصاب، تُشخص سكايلر بمرض نادر جدًّا يُسمَّى پولي‌مايكروجيريا (بالإنگليزية: Polymicrogyria) الذي يُظهر نفسه بكثرة وصغر حجم تلافيف الدماغ. تحديدًا، تُصاب سكايلر بالپولي‌مايكروجيريا الپريسلڤية ثنائية الأطراف (بالإنگليزية: Bilateral perisylvian microgyria) الذي يكون تأثيره أشد ضررًا على المنطقة الپريسلڤية المسؤولة عن اللغة والكلام. بعد التشخيص، يروي روبرت حياة عائلته مع سكايلر وما عملوه وحاولوا القيام به من أجلها، ومن فعلته هي بهم وكيف غيَّرت حياتهم. في النهاية، تشتري العائلة لسكاير جهاز تواصل بديل (بالإنگليزية: AAC) بعد حملة تبرعات عبر الإنترنت يكون هو صوتها، وينتقولون إلى مدينة پلينو في ولاية تكساس حيث تجد العائلة أفضل مدرسة احتياجات خاصة تُناسب حالة ابنتها.